# 西尾常三郎
西尾 常三郎（にしお つねさぶろう、大正5年（1916年）7月2日 - 昭和19年（1944年）11月13日）は、大日本帝国陸軍軍人。陸軍少佐だったが特別攻撃隊に志願、富嶽隊隊長として特攻、戦死。二階級特進により大佐となる。正七位、勲三等、功二級。

## 来歴

### 幼少〜中学時代
大正5年(1916年)7月2日、西尾逸平・いヽの三男として東京府豊多摩郡渋谷村で生まれる。兄弟は兄二人、姉三人妹一人だが、女の兄弟で成人したのは姉二人のみだった。大正8年(1919年)に父親を亡くし、母いヽに育てられた。幼いころから絵が上手く、作品が上野の学童展覧会に出品されたことがある。姉の稽古する山田流箏曲を聞き覚え弾きこなしたという。加計塚小学校を首席で卒業し、東京府立第四中学校に進む。四中はスパルタ教育で有名な学校であったが、ここで乙組の級長を務めている。

### 陸軍士官学校時代
昭和9年(1934年)3月末、陸軍士官学校予科（50期）に入校。航空兵科に進む。昭和11年(1936年)に浜松の飛行第7連隊の士官候補生となる。航空兵科50期の同期生歌を作詞作曲し、下志津陸軍飛行学校にて彼自身が歌いタクトをとって教えた。昭和13年(1938年)6月29日、陸軍士官学校航空分校を卒業し、少尉任官となる。

### 軍歴
昭和13年(1938年)12月、飛行第98戦隊付となり、12月30日に上海へ至る。陸軍中尉に昇進。西尾は昭和13年(1938年)12月27日より昭和18年(1943年)12月5日まで詳細な日記を残している。ただし昭和17年(1942年)は陸軍航空士官学校教官の時代で記録がない。日記には詳細な戦闘記録、訓練中の事故の記録、感想、スケッチ、おりおりの和歌、新聞の切り抜き貼付が含まれている。
昭和14年(1939年)1月4日、重慶は共産党クーデター。日記に「四日重慶ニハ共産黨ノクーデター アリ目下國民黨蔣介石以下の悄息不明ナルガ如シ」の記述がある。1月12日の商城攻撃に初めて参加。2月12日蘭州空襲のため第二中隊3番機として出動。同乗は松永・小浦両曹長、片山・野村両軍曹、鈴木上等兵。爆撃域に入るころから右発動機が不調。隊長機が見えなくなったが単機で飛行場を攻撃。帰還しようとしたが機体高度が徐々に降下。墜落の危機となる。西尾はとっさの判断で高空レバー全閉、ピッチレバー最大の処置を指示し、これにより発動機は回復し、無事生還。この間、五十数弾も被弾するも敵機五機撃墜している。このうち一機は松永曹長が、射死界に入った敵を自機体を貫通して射撃、撃墜したものである。ラジオ放送を求められ、3月17日蘭州爆撃の実戦談を八分半録音。3月18日に内地にて19時40分より放送される。4月26日第三中隊付きとなる。7月、飛行60戦隊に転属。10月の西安攻撃、延安攻撃に参加。その後も各所攻撃に参加。12月には海軍と共同での蘭州爆撃に参加。
昭和15年(1940年)4月29日、中国戦線の軍功により、功五級金鵄勲章並びに勲六等単光旭日章を授けられる。昭和15年(1940年)6月の六次にわたる重慶攻撃はすべての進攻に参加。6月末西安爆撃、7月合川、成都、空襲。8月重慶他を攻撃。8月10日の日記に服部参謀を訪ねたおり、同参謀よりの話で、「母上よりの手紙に已になき命なりし故を以て爾後最も危険の場所に用ゐられたしと有りたりとほめられ大に面目を施せり」とある。9月には海南島に向かう。9月28日第一中隊付きとなる。10月、海南島攻撃。数多くの中国軍との空中戦の詳細な記録が日記に遺されている。
昭和16年(1941年)1月末から2月初め、鄭州攻撃。3月1日陸軍大尉となり、陸軍航空士官学校に教官として赴任。同年12月、太平洋戦争勃発。
昭和18年(1943年)5月7日付で、第5飛行師団（長・小畑英良中将）第7飛行団（長・田中友道少将）飛行第98戦隊（戦隊長・前野栄吉少佐）の第二中隊長となる。5月10日付けの日記に「...此報、予期の事とは言へ動じらば如何にと案じたるも 比較的平静に微笑を以て受けられたるを 先以て喜ぶべし...」の記述あり、この配属が死を覚悟する職責に就くことを意味する、ということであった。残務整理等して5月20日台北に向かう。23日所属部隊のいるスンゲイパタニにいたり着任挨拶。5月28日のカルカッタ第二次特別攻撃隊長（特攻隊の意味ではない）を拝命。西尾は直ちに訓練指導開始。日記によれば6月1日レグー（ビルマ、シッタン川流域）にて釣りをし、碁を打ち、ピアノを弾いたとある。しかし雨季が始まり、小畑英良師団長も他部署に転出の結果カルカッタ夜間進攻は中止となる。中隊はメダンを基地とし、インド洋の哨戒を担当しつつ洋上航法、夜間飛行、爆撃、等の訓練を行う。10月、チッタゴン（現・バングラデシュ）、カルカッタ進攻開始。同年11月9日の日記に以下の記述がある。
　「十一月初以来ブニ(ママ)ーゲンビル島方面の戦況
　海軍の体當り彷髴たり
　我當面する作戰に於ても正ニ体當りすべし、決死隊を募る事有らば正に第一番にすべし
　國家の安危なり 生を求むべからず
　通信手も要らず機関係も要らず
　射手も要らず 五〇〇瓩を懐きて計画的体當を用ふべし決行すべし」
彼はこの時すでに体当りする覚悟があった。
12月5日アランミョー（ビルマ）を出発、アキャブ（ベンガル湾沿い）を経てインドに向かいカルカッタ攻撃。
昭和19年(1944年)3月1日、陸軍少佐に進級、浜松飛行部隊第一教導飛行隊付となる。
同年7月、中央部より浜松教導飛行師団長に艦船特別攻撃隊の編成内示。西尾常三郎は特攻隊を志願。他にも志願する者があり、西尾少佐以下十一名が特攻出撃要員として選ばれる。富嶽隊と命名される。10月26日浜松飛行場を出発。11月13日、比島クラーク基地マルコット飛行場より出撃、基地東方400キロ海域においてグラマン戦闘機の蝟集攻撃を受けて撃墜され、戦死。この間同隊の一機（国重機）が敵艦に体当たりをしたという報告が掩護戦隊付きパイロットよりなされている。ただし米海軍年誌には同日に対応する記録がない。二階級特進、陸軍大佐に任ぜられ、功二級金鵄勲章、勲三等旭日中綬章を授けられる。

## 伝記
- 河内山譲「恩愛の絆立ち難し 富嶽隊特攻隊長西尾常三郎の生涯」